# Delegacia de Crimes Raciais e Delitos de Intolerância
A Delegacia de Crimes Raciais e Delitos de Intolerância (Decradi) é um órgão público criado para o combate aos crimes de racismo e homofobia, preconceito e intolerância, sobretudo religiosa contra as religiões de matriz africana, a exemplo do Candomblé e Umbanda. Os crimes de racismo, normalmente, são praticados contra grupos étnico raciais, como negros, ciganos, imigrantes estrangeiros (africanos, coreanos, chineses, etc...). Atualmente, o Decradi está vinculado ao Departamento Estadual de Homicídio e Proteção a Pessoa (DHPP)
Permite a abertura de Boletins de ocorrência pela internet.
No Rio de Janeiro, a Lei 5931/11 que criou a Delegacia de Crimes Raciais e Delitos de Intolerância (Decradi) é de autoria do deputado estadual Átila Nunes.  A especializada tem como finalidade combater todos os crimes praticados contra pessoas, entidades e patrimônios públicos ou privados, cuja motivação seja o preconceito ou a intolerância. No Rio, a Delegacia de Crimes Raciais e Delitos de Intolerância é subordinada ao Departamento Geral de Polícia Especializada da Polícia Civil e está inserida no programa Delegacia Legal. 

## Hierarquia institucional
- 1º) Secretaria de Segurança Pública;
- 2º) Polícia Civil do Estado de São Paulo;
- 3º) Delegacia Geral de Polícia (DGP);
- 4º) Departamento de Homicídios e Proteção à Pessoa (DHPP);
- 5º) Delegacia de Crimes Raciais e Delitos de Intolerância (Decradi);
- 6º) outras delegacias específicas, como da Mulher, etc.).